# Canela China
Analucía Valdez Peralta (Lima, 9 de abril de 1993), conocida por su nombre artístico Canela China, es una cantante y compositora peruana. Se desempeña en los géneros de hip hop y reguetón, logrando ganar notoriedad durante los años 2020.

## Biografía
Nació el 9 de abril de 1993 en Lima; bajo el nombre completo de Analucía Valdez Peralta.[cita requerida] En sus primeros años, participó en el coro de la parroquia de su zona, y en otras actividades.
Pero fue hasta el año 2017, lanza sus versiones de las canciones de Greeicy Rendón para la plataforma YouTube, logrando así alcanzar al estrellato. A partir de ese año, utiliza el nombre artístico de Canela China, en honor a sus apelativos de su infancia por su aspecto físico.
Gracias a su popularidad, dio inicio a su carrera musical en el año 2020, estrenando su LP debut La purita verdad. Seguidamente, continuó trabajando en la música con sus siguientes sencillos: Castigo y No quiero soltarte grabados durante el estado de emergencia por la pandemia de COVID-19. Su música está influenciada en las otras intérpretes urbanas Karol G, Natti Natasha y Nathy Peluso; logrando a destacar por el alejamiento de los estereotipos.
Durante esa época, comenzó a trabajar con las compositoras AleGuns y Eliana Echeveri. A finales de 2022, lanza su sexto LP Por un día con el mismo formato de los antecesores. Seguido, fue parte de la elaboración de su nuevo material Tú, añadiendo nuevos estilos moombahton y pop urbano. Fue telonera del concierto de la banda musical Il Divo en Perú y el espectáculo Apu Fest, realizado en Cusco en ese año.
En el año 2023, presta su colaboración con la cantante salsera Yahaira Plasencia para la versión salsa de «Acaríciame», obteniendo críticas positivas y negativas. En ese año, fue parte del reparto principal de la película cómica La peor de mis bodas 3, interpretando a Tania, la amiga de Ignacio. Adicionalmente, lanza sus temas musicales «Celos» bajo el formato de bachata, y «Par de horas» contando con la producción de Derbeat. Al año siguiente, lanzó su disco Limón y sal.[cita requerida]

## Discografía

### Sencillos
- 2020: «La purita verdad»
- 2020: «Castigo»
- 2021: «No quiero soltarte»
- 2021: «La purita verdad (Acústico)»
- 2021: «No quiero soltarte (Acústico)»
- 2021: «Puro cuento»
- 2022: «Por un día»
- 2022: «Tú»
- 2023: «Acaríciame» (ft. Yahaira Plasencia)
- 2023: «Par de horas»
- 2023: «Celos»
- 2024: «Limón y sal»

## Cine
- La peor de mis bodas 3 (2023) como Tania.